# Meerbeck
Meerbeck is een gemeente in de Duitse deelstaat Nedersaksen. De gemeente vormt het meest zuidwestelijke gedeelte van de Samtgemeinde Niedernwöhren in het Landkreis Schaumburg.
Meerbeck telt 1.907 inwoners.
Tot Meerbeck behoren naast het dorp van die naam ook Volksdorf en Kuckshagen. Deze twee dorpjes, die ten westen, respectievelijk zuidwesten van Meerbeck zelf liggen, waren tot 1974 zelfstandige gemeentes.
Meerbeck ligt 4 à 5 km ten noordwesten van het stadje Stadthagen. In het noordoosten gaat de bebouwing van Meerbeck vrijwel naadloos over in die van Niedernwöhren,  het hoofddorp van de Samtgemeinde.

## Infrastructuur
De Bundesstraße 65 (van west naar oost door Bückeburg, Stadthagen en Bad Nenndorf) loopt ten zuiden van de gemeente langs. Bij Bad Nenndorf, op ruim 20 km ten zuidoosten van Meerbeck, is de dichtstbijzijnde aansluiting op een autosnelweg (afrit 38 van de Autobahn A 2).
De gemeente is niet per trein bereikbaar; het dichtstbij gelegen station staat in Stadthagen. Wiedensohlen, Niedernwöhren en Meerbeck liggen aan de route van de streekbus Stadthagen-Loccum v.v., die op werkdagen 5 x per dag en in de weekends 1 x per dag rijdt.
Minder dan één kilometer ten noordwesten en westen van de gemeentegrens loopt het Mittellandkanaal.

## Economie
Meerbeck is een van de weinige plaatsjes in de Samtgemeinde Niedernwöhren, waar naast het boerenbedrijf en enig toerisme ook economische activiteit in de vorm van midden- en kleinbedrijf is. Het betreft ondernemingen van overwegend alleen plaatselijke betekenis.  Iets ten noorden van Volksdorf, aan de beek Gehle (die 20 km verderop in de Wezer uitmondt), staat de rioolwaterzuiveringsinstallatie van de Samtgemeinde.

## Geschiedenis
Bijna alle dorpen in de Samtgemeinde zijn in de middeleeuwen ontstaan, Meerbeck reeds in 1013. Ook Volksdorf is zeer oud (reeds in een document uit  1029 als Folchardesdorfa vermeld).

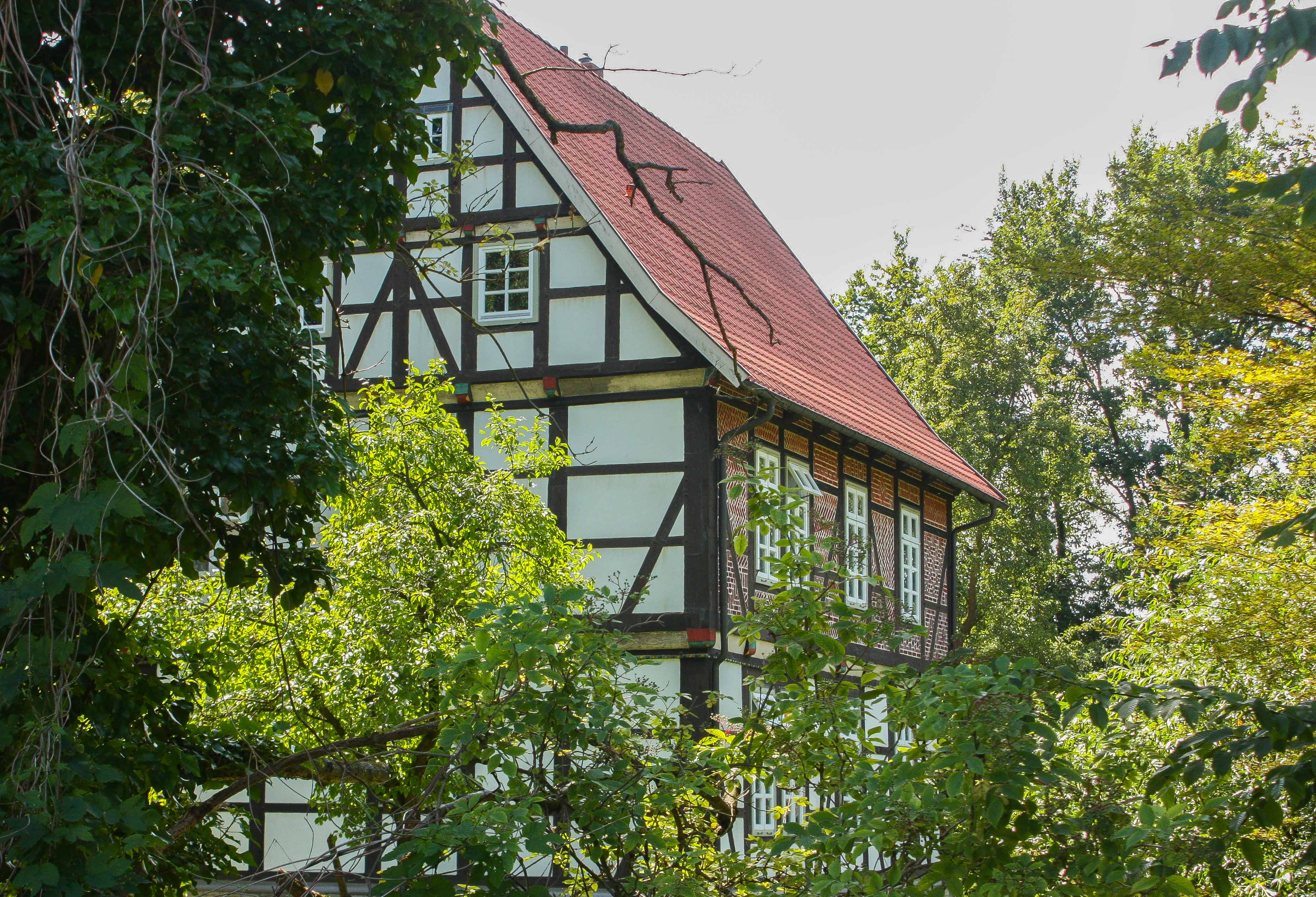
Gallhof bij Meerbeck (1670)

De graven van Schaumburg-Holstein hadden in 1332 een kasteel nabij Meerbeck, waarvan alleen een op een omgracht terrein gelegen 17e-eeuws vakwerkhuis, de Gallhof, is blijven bestaan. Het is een particulier woonhuis.
Het Schaumburger Wald, een restant van een vrij ongerept, vochtig, veel groter woud met de naam  Dülwald, was oorspronkelijk een grensgebied tussen het Graafschap Schaumburg en het Vorstendom Calenberg, vanaf de 17e eeuw tussen het land Schaumburg-Lippe en het Koninkrijk Pruisen. Meerbeck wordt door Niedernwöhren en het Mittellandkanaal van dit bosgebied gescheiden.
Van 9 mei 1945 tot 15 september 1948, in de nasleep van de Tweede Wereldoorlog, was Meerbeck een kamp voor krijgsgevangenen van de Britse bezettingsmacht, en daarna een opvanglocatie voor displaced persons. Gedurende die jaren was de Duitse bevolking van het dorp tijdelijk naar elders overgebracht.

## Overig
Voor meer informatie zie: Samtgemeinde Niedernwöhren.
- Gemeinsame Normdatei: 1212571-4
- Library of Congress Control Number: n86093552
- Nationale Bibliotheek van Israël: 987007562436305171
- Virtual International Authority File: 154855518
- WorldCat: E39PBJrWx6H33HCgFYQxtkKDbd

Ahnsen · 
Apelern · 
Auetal · 
Auhagen · 
Bad Eilsen · 
Bad Nenndorf · 
Beckedorf · 
Buchholz · 
Bückeburg · 
Hagenburg · 
Haste · 
Heeßen · 
Helpsen · 
Hespe · 
Heuerßen · 
Hohnhorst · 
Hülsede · 
Lauenau · 
Lauenhagen · 
Lindhorst · 
Lüdersfeld · 
Luhden · 
Meerbeck · 
Messenkamp · 
Niedernwöhren · 
Nienstädt · 
Nordsehl · 
Obernkirchen · 
Pohle · 
Pollhagen · 
Rinteln · 
Rodenberg · 
Sachsenhagen · 
Seggebruch · 
Stadthagen · 
Suthfeld · 
Wiedensahl · 
Wölpinghausen